# Jean Pierre Chardenon
Jean Pierre Chardenon, né le 21 juillet 1714 à Dijon, et mort le 16 mars 1769 à Dijon, est un médecin, physicien et chimiste français, secrétaire de l’Académie des sciences, arts et belles-lettres de Dijon, connu principalement pour ses théories (démenties par la chimie moderne) relatives à l’influence du phlogistique dans le cadre de la modification des masses lors de la calcination.

## Biographie
Né de Guillaume Chardenon et de Marguerite Canquoin, Jean Pierre Chardenon fait ses études à Paris où il devient chirurgien. Il revient ensuite à Dijon où, agrégé à la faculté de médecine de Dijon, il exerce et enseigne la médecine et la chirurgie.
En 1744, il est admis membre associé de l’Académie des sciences et des arts de Dijon (fondée en 1740). Il en devient pensionnaire en 1747 et, de 1752 à 1762, il y assume la fonction de secrétaire chargé de l’ensemble des affaires scientifiques.

## Travaux
A côté de recherches du domaine chirurgical ou médical, comme sa découverte, lue à l’Académie de Dijon en 1746, sur l’usage des énervations des muscles droits du bas-ventre, ou sur les embarras du canal intestinal et sur les moyens de les détruire ou d’en éloigner les funestes effets, ou encore son exposé lu à l’Académie de Dijon le 18 décembre 1761 sur les causes de la mort des noyés et sur les moyens de les rappeler à la vie, les travaux de Jean Pierre Chardenon, peu publiés de son vivant, révèlent surtout son intérêt pour les liens existants entre la médecine, la physique et la chimie.
Ainsi, après des recherches sur « les causes de l’amas de graisse dans les animaux et sur les moyens de les détruire ou de les affaiblir », il porte son intérêt sur la nature de l’huile, ce qui l’amène à réfuter l’erreur des anciens chimistes qui la plaçait au rang des éléments au motif qu’elle est présente dans tous les règnes de la nature.
Jean Pierre Chardenon pense au contraire que l’huile est formée de l’union de l’acide, de l’eau, d’un principe éminemment inflammable (dû pour lui au phlogistique entrant dans la composition) et d’un peu de terre.
Sur la formation même des huiles, il indique que l’union de leurs différents éléments doit être le produit d’une action quelconque ne pouvant se trouver que dans les règnes végétal et animal. Il en déduit qu’il n’existe pas d’huile proprement minérale et que celle que l’on trouve dans les entrailles de la terre, pétrole et matière bitumineuse, vient des végétaux qui y ont été longtemps enfouis.
Jean Pierre Chardenon s’intéresse également au mercure et étudie comment ses composants agissent sur le corps humain comme des poisons et des médicaments. Il conclut qu'ils affectent les humeurs corporelles à cause de la haute densité du mercure, s’appuyant en cela sur une démonstration de la physique selon laquelle l’action d’un corps sur un autre est liée à sa masse.
Mais, parmi les sujets abordés par Jean Pierre Chardenon, ceux qui intéressent également le plus d’autres savants de son époque, ce sont ses recherches sur le phlogistique et sur la modification des masses lors de la calcination. Jean Pierre Chardenon estime lui-même que « l’augmentation du poids des matières métalliques par la calcination est un des phénomènes les plus intéressants de la physique ».
Dès le 6 août 1762, il dépose ses conclusions sur le sujet à l’Académie de Dijon dans une note scellée. Les 15 juillet 1763 et 9 décembre 1764, il lit en séance publique de l’Académie son Mémoire sur l’augmentation de poids des métaux calcinés, dans lequel, après rappel du fait, démontré par la physique, que « les substances métalliques acquièrent par la calcination et par l’effet propre de la calcination une augmentation de poids très sensible »,  il réfute en premier lieu les deux hypothèses principales jusque là retenues par les physiciens pour expliquer le phénomène. (Dans la première hypothèse rejetée, attribuée à Robert Boyle, c’est le feu qui, en s'unissant aux molécules de la substance exposée à la calcination, produit le surcroît de pesanteur ; dans la seconde, soutenue par Duclos et le père (jésuite) Laurent Béraud (1702-1777), ce sont des corpuscules étrangers, des « sels de l’air »,  qui s’y déposent durant la calcination),,.
Jean Pierre Chardenon estime de son côté que le seul changement produit par la calcination est la perte de phlogiston, qu’il considère plus léger que l’air, ceci expliquant selon lui qu’un métal pesé dans l’air devienne logiquement plus lourd en perdant le phlogiston qui l’allégeait… de même qu’un filet de pêche lesté, suspendu dans l’eau par du liège (plus léger que l’eau), devient plus lourd et coule au fond de l’eau si on le détache du liège.
Un extrait du mémoire de Chardenon ayant été publié dès mai 1765 dans le journal le Mercure,  sa théorie fut critiquée dans une lettre adressée au Journal des Savants par un certain "Ribaptome prêtre", partisan de la théorie de Béraud (et qui pourrait n'être autre que Béraud lui-même), qui fut publiée en décembre 1767 dans ce journal et à laquelle Jean Pierre Chardenon répondit l’année suivante dans le numéro du mois de septembre du même journal.
Sa théorie impliquant un rapport proportionnel entre le poids gagné par un métal lors de la calcination et sa teneur en phlogiston, Jean Pierre Chardenon projetait de mesurer la quantité nécessaire de phlogiston, sous forme de charbon de bois, pour préparer chaque métal à partir de sa chaux, mais il est mort avant d’avoir pu mener l’expérience.
Toutefois, l’étude du sujet sera poursuivie par Guyton de Morveau, son jeune collègue de l’Académie de Dijon (de 23 ans son cadet), lequel bénéficiera d’une plus grande attention de la communauté scientifique et, plus tard, d’une notoriété bien plus large.